# Jürgen Stahl
Jürgen Stahl (* 9. Juli 1953 in Arnstadt) ist ein deutscher Philosophiehistoriker.

## Leben
Nach der Berufsausbildung mit Abitur im VEB Chemieanlagenbau Erfurt-Rudisleben und dem anschließenden Armeedienst begann Stahl im Herbst 1976 das Studium der Philosophie an der Humboldt-Universität in Berlin. Anfang 1977 wechselte er an die Friedrich-Schiller-Universität Jena. Schwerpunkte des Studiums waren theoretische Philosophie, Philosophische Probleme der Naturwissenschaften, Geschichte der Philosophie und formale Logik. 1980 wurde er in das Forschungsstudium bei den Professoren Erhard Lange und Georg Biedermann übernommen. Mit einer Arbeit zur Herausbildung von Grundpositionen der Dialektik durch Johann Gottlieb Fichte wurde er zum Dr. phil. promoviert. Von 1983 bis 1991 arbeitete Stahl als Assistent im Bereich Geschichte der Philosophie an der Sektion Marxistisch-leninistische Philosophie an der Universität Jena. Von 1987 bis 1990 war Stahl Gastdozent an der University of Aden. Er hielt Vorlesungen zur Theoretischen Philosophie, Gesellschaftstheorie, Philosophie der Geschichte, Ethik und Philosophische Fragen der Naturwissenschaften. 1989 habilitierte er sich mit einer Arbeit zur Methodendiskussion in der deutschen Aufklärung im Übergang zur deutschen Klassik. 1991 ging Stahl in die Privatwirtschaft, wo er unter anderem in Berlin und Leipzig tätig war. Seit 1997 führt er ein eigenes Immobilien-Makler-Unternehmen in Leipzig.
In seinen philosophiehistorischen Arbeiten konzentriert sich Stahl im Wesentlichen auf die Transzendentalphilosophie Fichtes. Darüber hinaus verfasst er Beiträge zur DDR-Philosophie sowie zu sozialphilosophischen und subjekttheoretischen Problemen. Seit 1990 ist er Mitglied der Internationalen Johann Gottlieb Fichte-Gesellschaft. Er wirkt in der Werkstatt des Historisch-kritischen Wörterbuchs des Marxismus mit und beteiligt sich an Arbeitstagungen des Internationalen Forschungsnetzwerks Transzendentalphilosophie / Deutscher Idealismus, des Arbeitskreises LIFIS Leibniz-Institut sowie der Rosa-Luxemburg-Stiftung Sachsen e.V. in Leipzig.
Jürgen Stahl lebt in Leipzig, ist verheiratet und hat zwei Kinder.

## Veröffentlichungen (Auswahl)

### Schriften
- Erkennen und Handeln – die Herausbildung der Grundpositionen der Dialektik in den erkenntnistheoretischen Schriften zur Wissenschaftslehre durch Johann Gottlieb Fichte in Jena. Dissertation an der Universität Jena, Jena 1985
- Aufklärung im Widerstreit zwischen Metaphysik und ihrer dialektischen Aufhebung : Studien zur Ausbildung der philosophischen Methode in der deutschen Aufklärung im Übergang zur bürgerlichen deutschen Klassik. Dissertation B an der Universität Jena, Jena 1989

### Beiträge
- Die Idee des „ewigen Friedens“ in der bürgerlich-demokratischen Publizistik Friedrich Schlegels und Joseph Görres'. In: Philosophie und Frieden. Beiträge zum Friedensgedanken in der deutschen Klassik. Hrsg. v. E. Lange. Weimar 1985
- Fichtes Beitrag zur Ausbildung einer dialektischen Naturbetrachtung. In: Philosophie und Natur. Beiträge zur Naturphilosophie der deutschen Klassik. Hrsg. E. Lange. Weimar 1985
- Philosophiehistorische Auffassungen in der theoretischen Philosophie Johann Gottlieb Fichtes. In: Deutsche Zeitschrift für Philosophie. 34. Jg. (1986) H. 6
- Ästhetik und Kunst in der Transzendentalphilosophie Johann Gottlieb Fichtes. In: Philosophie und Kunst. Kultur und Ästhetik im Denken der deutschen Klassik. Hrsg. E. Lange. Weimar 1987
- Le concezioni socioeconomiche di Johann Gottlieb Fichte come banco di prova della filosofia trascendentale. In: Rinascila della scuola. Nouva Serie. Bimestrale Internazionale di Cultura, Scienza, Educazione. Anno XVI. No. 1. Roma 1992
- Fichtes Wissenschaftslehre im Aufbrechen der Paradigmen mechanizistischen Denkens. In: Fichte-Studien. Bd. 5 Amsterdam/Atlanta 1993
- System und Methode – Zur methodologischen Begründung transzendentalen Philosophierens in Fichtes >Begriffsschrift<. In: Fichte-Studien Bd. 10. Amsterdam/Atlanta 1997
- Das vereinnahmte Ich. In: Utopie kreativ. H. 131 (September 2001)
- Wohneigentum und die Linke. In: UTOPIE kreativ, H. 137 (März 2002)
- Zur Kultur in der Vermittlungsrolle zwischen empirischem und absolutem Ich. In: Fichte-Studien Bd. 23. Amsterdam/New York 2003
- Von der Form der Anschauung zur Anschauung der Form. Zu Fichtes Verständnis des Formbegriffs. In: Fichte-Studien Bd. 31. Amsterdam/New York 2007
- „Klassik“ als Periodenbegriff in historiografischen Wissenschaften. In: Was ist Geschichte? Aktuelle Entwicklungstendenzen von Geschichtsphilosophie und Geschichtswissenschaft. (Abhandlungen der Leibniz-Sozietät der Wissenschaften Bd. 19.) Hrsg. v. Wolfgang Eichhorn u. Wolfgang Küttler. Berlin 2008
- Das Jenaer Klassik-Seminar. In: H.-C. Rauh/H-M. Gerlach (Hrsg.): Ausgänge. Zur der DDR-Philosophie in den 70er und 80er Jahren. Berlin 2009
- Aufklärung als Moment politischer Gegenwartskultur. Beobachtungen und Fragen. Diskussionsbeitrag zum Kolloquium der Rosa-Luxemburg-Stiftung Sachsen e.V.: „Was ist Aufklärung? Epochenproblem oder Menschheitsprozess“. Leipzig. November 2009
- Junghegelianische „Tatphilosophie“ in ihrem Verhältnis zu Fichte. In: Fichte-Studien Bd. 37. S. 109–124. Amsterdam/New-York 2013
- Johann Gottlieb Fichte in Leipzig. In: Leipziger Blätter. Heft 65. Leipzig 2014
- Begriffliches Verständnis versus begriffslose Unmittelbarkeit des gedankenlosen Empirismus. Zur latenten Scheidung kategorialen und begrifflichen Erkennens in der Wissenschaftslehre Fichtes. In: Fichte und Schelling: Der Idealismus in der Diskussion. (Fichte et Schelling: l’idéalisme en débat) Volume II Acta des Brüsseler Kongresses 2009 der Internationalen J.G. Fichte-Gesellschaft. Hrsg. von Lukas Held, Till Grohmann et Jean-Christophe Lemaitre. Toulouse 2017. © EuroPhilosophie Éditions 2017
- Perspektivität – Kreativität – begreifendes Denken. Zur Veränderung des Begriffsverständnisses von Konstruktion zwischen Aufklärung und Moderne. In: Christoph Asmuth/Quentin Landenne (Hrsg.): Perspektivität als Grundstruktur der Erkenntnis. Philosophiegeschichtliche und systematische Aspekte. Würzburg 2018
- Erfahrungen und Theorien wirtschaftlichen Handelns um 1800 in Deutschland oder die Abwesenheit „marktwirtschaftlicher“ Begrifflichkeit. In: Thomas Sören Hoffmann (Hrsg.): Fichtes Geschlossener Handelsstaat. Beiträge zur Erschließung eines Anti-Klassikers. (Begriff und Konkretion. Beiträge zur Gegenwart der klassischen deutschen Philosophie. Bd. 7) Berlin 2018
- Anthropologie als Weltweisheit vom ganzen Menschen. Zum Wirken von Ernst Platner in Leipzig. In: Leipziger Blätter. Heft 75. Leipzig 2019
- Zeit der Bilder und Bilder der Zeit – Fichtes Religionskritik in ideologiekritischer Perspektive. In: Fichtes Bildtheorie im Kontext. Teil II: Systematische Funktionen des Bildbegriffs. Hrsg. v. Christian Klotz und Matteo Vincenzo d’Alfonso. Fichte-Studien. Bd. 48. Leiden/Boston 2020
- Katalogisieren – Systematisieren – Genetisieren. Zum historischen Kontext der Ausbildung der analytisch-synthetischen Methode durch Fichte und deren Besonderheit. In: Fichte-Studien. Bd. 51. Leiden/Boston 2022. S. 416–440 (https://brill.com/view/journals/fis/51/2/article-p416_10.xml)